# Vom Knaben, der das Hexen lernen wollte

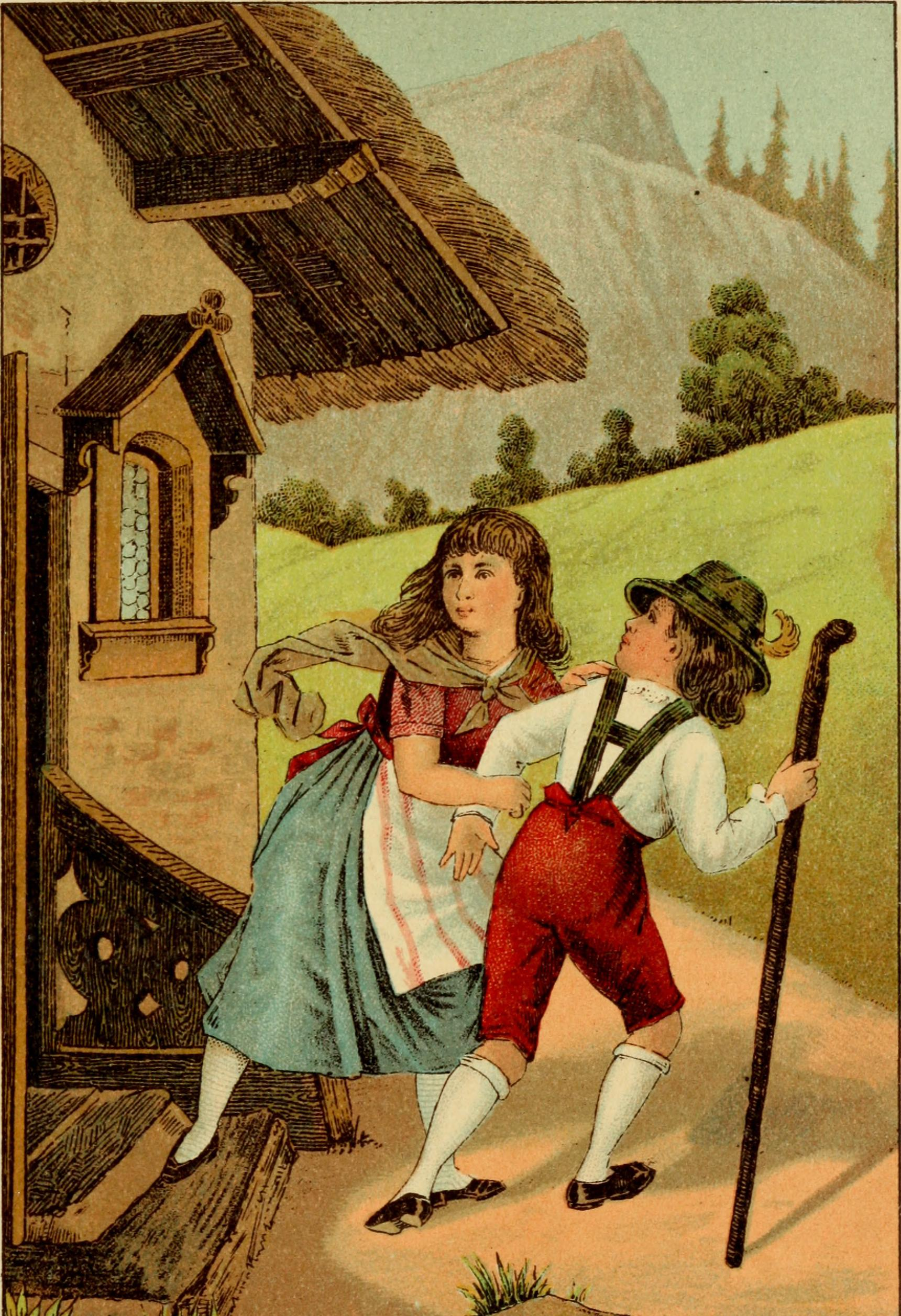
Illustration, 1890

Vom Knaben, der das Hexen lernen wollte ist ein Märchen (AaTh 313 A). Es steht in Ludwig Bechsteins Neues deutsches Märchenbuch an Stelle 21 und stammt aus Johann Jacob Mussäus’ Meklenburgische Volksmährchen in Jahrbücher des Vereins für meklenburgische Geschichte und Alterthumskunde von 1840 (Nr. 7: Die Hexenkunst).

## Inhalt
Niemand will den Knaben das Hexen lehren, nur eine Hexe im Wald mit ihren Kröten, die ihn fressen will. Lieschen, einst von ihr geraubt, warnt ihn und flieht mit ihm. Als die Hexe ruft, Lieschen solle aufstehen und Feuer machen, antwortet ihr Lieschens Speichel von der Schwelle. Die Hexe folgt ihnen in einer braunen Wolke. Lieschen verwandelt den Knaben und sich in einen Dornbusch mit Beere, dann in ein Wasser mit Ente. Als die Hexe das Wasser austrinken will, wird es zu Feuer, da platzt sie.

## Herkunft

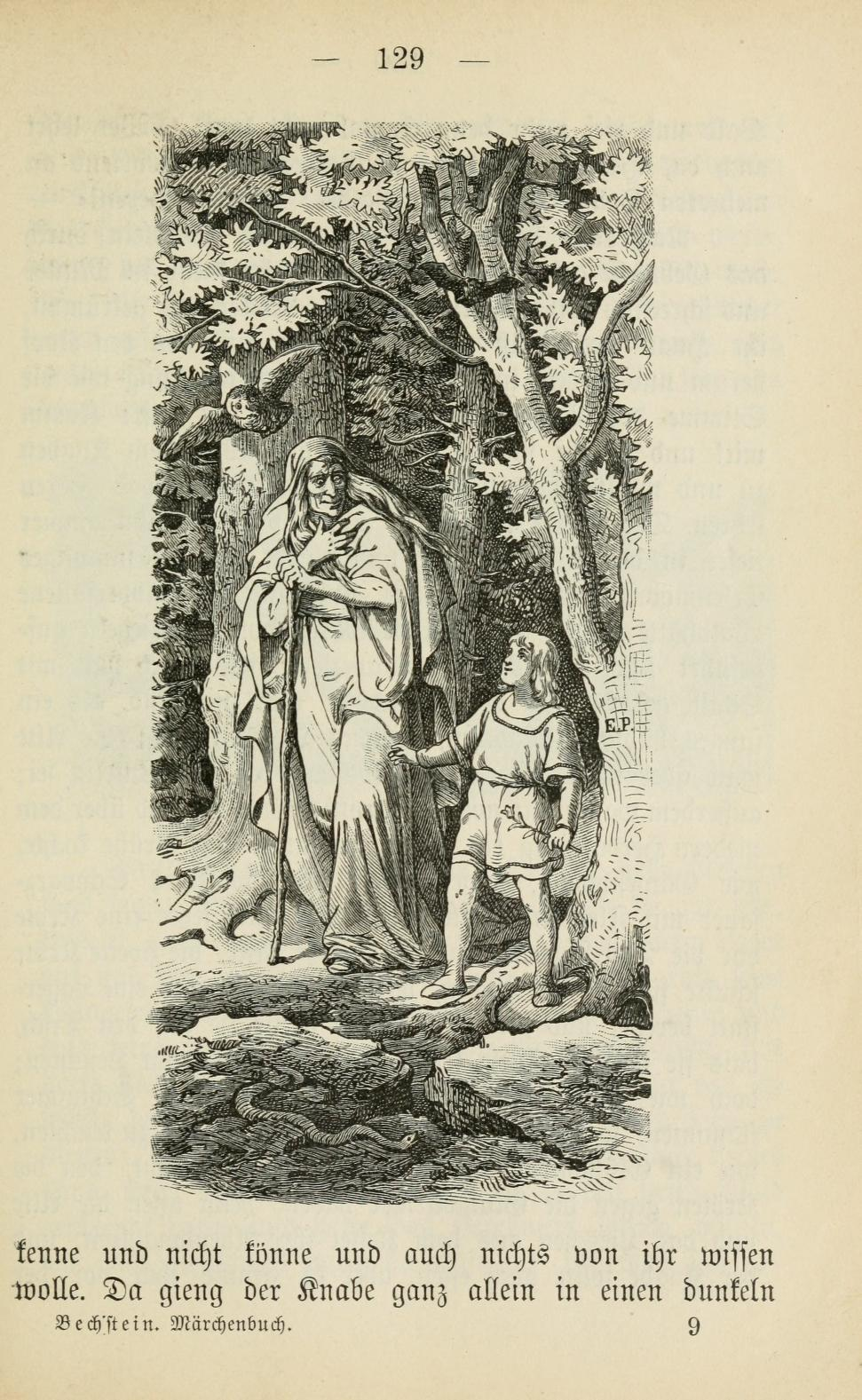
Illustration, 1890

Bechstein nennt die Quelle bei Mussäus und bemerkt die Ähnlichkeit der Verwandlungen in anderen Märchen. Vgl. Bechsteins Der alte Zauberer und seine Kinder, Die Hexe und die Königskinder, Die drei Nüsse, Grimms Fundevogel, Der Liebste Roland, De Gaudeif un sien Meester, zur Gestalt der Hexe Hänsel und Gretel, Jorinde und Joringel, zu den Kröten Der Eisenofen. Dass die Hexe Menschenfleisch isst, mildert Bechstein ab und erzählt sonst ausführlicher, auch dass Lieschen einst selbst geraubt wurde. Er lässt die Hexe eine Wolke machen, indem sie auf einen Bovist tritt, und weitere Verwandlungen ausführen.

## Film
- Vom Knaben, der das Hexen lernen wollte, DEFA-Film, DDR 1987, Regie: Lothar Barke.[4]